# Liste der Bodendenkmäler in Sindelsdorf
Auf dieser Seite sind die Bodendenkmäler in der oberbayerischen Gemeinde Sindelsdorf zusammengestellt. Diese Tabelle ist eine Teilliste der Liste der Bodendenkmäler in Bayern. Grundlage ist die Bayerische Denkmalliste, die auf Basis des Bayerischen Denkmalschutzgesetzes vom 1. Oktober 1973 erstmals erstellt wurde und seither durch das Bayerische Landesamt für Denkmalpflege geführt wird. Die folgenden Angaben ersetzen nicht die rechtsverbindliche Auskunft der Denkmalschutzbehörde.

## Bodendenkmäler der Gemeinde

### Bodendenkmäler in der Gemarkung Sindelsdorf
| Lage                                | Objekt | Akten-Nr.     | Bild           |
| ----------------------------------- | --- | ------------- | -------------- |
| Sindelsdorf (Standort)              | Burgstall des hohen oder späten Mittelalters. Siehe auch: Burgstall, Mittelalter, Turmhügel Sindelsdorf                                                                                       | D-1-8233-0091 |                |
| Sindelsdorf (Standort)              | Reihengräberfeld des frühen Mittelalters. Siehe auch: Reihengrab | D-1-8233-0094 |                |
| Sindelsdorf (Standort)              | Wasserburgstall des hohen Mittelalters. Siehe auch: Burgstall Sindelsdorf | D-1-8234-0008 | weitere Bilder |
| Sindelsdorf Kirchenweg 1 (Standort) | Untertägige spätmittelalterliche und frühneuzeitliche Befunde im Bereich der Katholischen Pfarrkirche St. Georg in Sindelsdorf und ihrer Vorgängerbauten. Siehe auch: St. Georg (Sindelsdorf) | D-1-8234-0050 | weitere Bilder |
| Sindelsdorf (Standort)              | Abgegangene Kirche des Mittelalters und der frühen Neuzeit (St. Maria) mit aufgelassenem Friedhof.                                                                                            | D-1-8234-0051 |                |